# Swertia hookeri
Swertia hookeri là một loài thực vật có hoa trong họ Long đởm. Loài này được C.B. Clarke miêu tả khoa học đầu tiên năm 1883.